# Scénario catastrophe

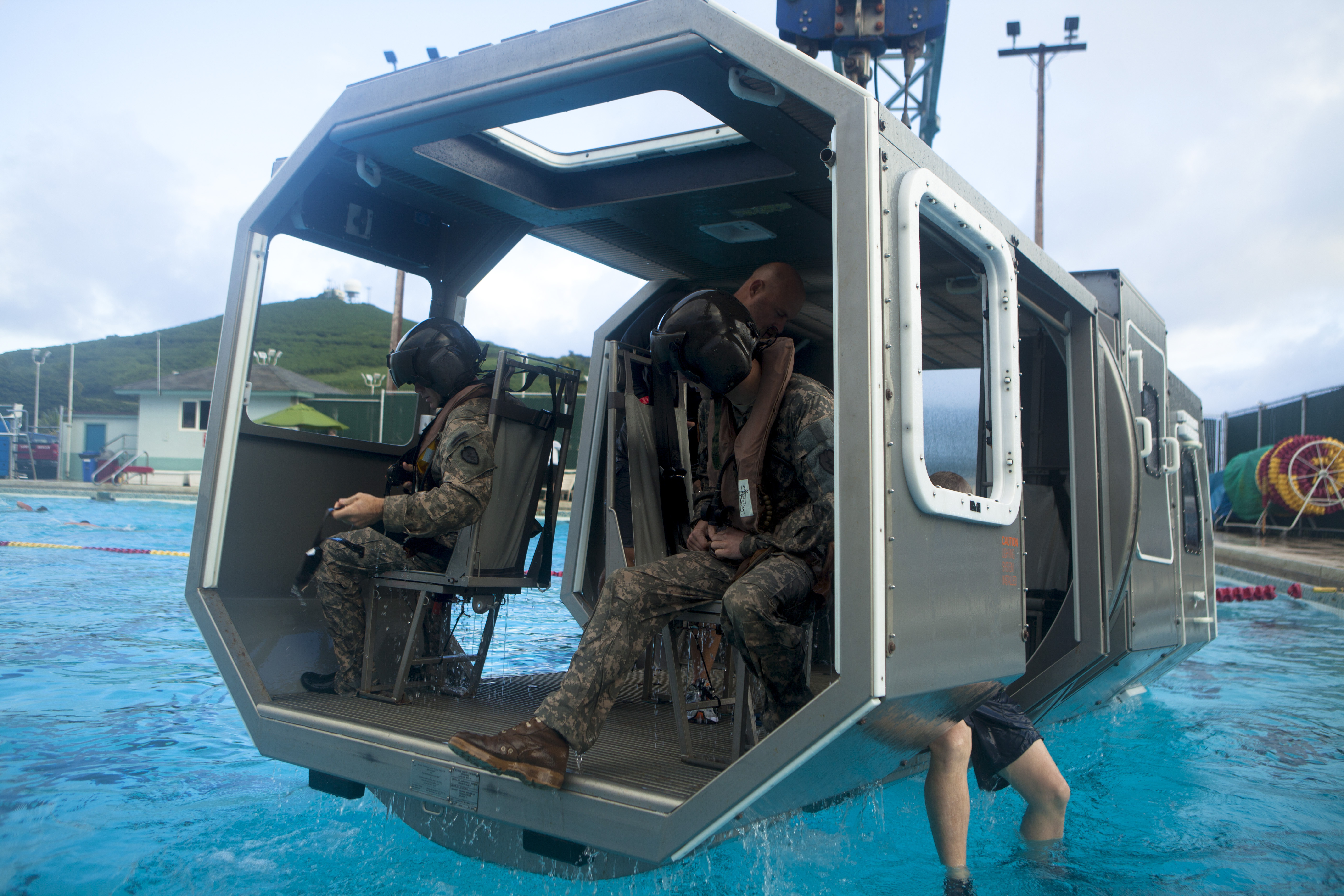
Entraînement militaire : des soldats dans le scénario catastrophe d'un crash d'hélicoptère dans l'eau.

Un scénario catastrophe ou scénario du pire est un concept appartenant à la gestion des risques pour se préparer à une hypothétique catastrophe en imaginant une situation où prévalent les pires conditions envisageables. Concevoir un scénario catastrophe est une pratique courante dans la planification stratégique, en particulier la planification de scénarios (en), pour anticiper et alléger les conséquences négatives en cas d'accident ou de problèmes.

## Développement et applications
Le scénario catastrophe est « l'un des scénarios alternatifs les plus courants ». Un gestionnaire de risques peut demander une « estimation prudente des risques en cas de scénario catastrophe » afin de définir sa marge d'action pour réduire ces risques. En général, un scénario catastrophe repose sur le traitement d'une seule catastrophe. « Néanmoins, il faut accepter qu'aucun scénario de crise n'est à l'abri d'éventuelles surprises pénibles ». Autrement dit, « un scénario catastrophe n'est jamais le pire scénario possible », d'abord par l'apparition de problèmes qu'aucun gestionnaire n'aurait pu prévoir, ensuite parce qu'un scénario catastrophe précis ne tient compte que des facteurs susceptibles de se produire dans un cadre défini. Ainsi, le scénario catastrophe anticipé par les sismologues sera celui d'un séisme particulièrement puissant ; les météorologues vont examiner l'hypothèse d'un ouragan hors norme, mais selon toute probabilité, aucune des deux spécialités n'anticipera un scénario où se conjuguent à la fois une tempête dévastatrice et un séisme extraordinaire.
La définition du scénario catastrophe dépend des domaines d'application, par exemple en ingénierie environnementale, ou en informatique. Pour de nombreuses personnes, le scénario catastrophe est celui qui conduit à leur propre mort.

## Critiques
Il existe plusieurs critiques envers l'application des scénarios catastrophe. Dans certains cas, la préparation à un scénario catastrophe dans un domaine dépasse tellement les capacités de traitement des parties prenantes qu'il est inutile de développer ou d'en examiner la probabilité ; bien qu'une catastrophe soit possible, il est « important d'évaluer si l'élaboration d'un scénario catastrophe est raisonnable et souhaitable ». Les organisations qui fondent leurs décisions sur l'hypothèse d'un scénario catastrophe risquent de réagir trop prudemment et, au lieu de profiter de l'absence de procédures, elles peuvent gaspiller des ressources en prévision de scénarios très improbables. À l'extrême, certains soutiennent que la préparation et l'entraînement à des scénarios catastrophe conduisent les gens à prendre l'habitude d'écarter les questions éthiques et à réagir avec démesure face à des accidents de moindre gravité.